# Элибейтс-Флинт-Кворрис (национальный монумент)
Элибейтс-Флинт-Кворрис (англ. Alibates Flint Quarries National Monument), букв. «Кремнёвые копи Элибейтс» — национальный памятник на севере штата Техас, США.
На территории Элибейтс-Флинт-Кворрис расположено несколько археологических памятников. Здесь обнаружены стоянки и могильники древнего человека, возраст которых около 13 тыс. лет назад. Среди находок — множество орудий труда из кремня, характерного материала индейской культуры этих мест.